# Soelekerkepolder
De Soelekerkepolder was een polder en een waterschap in de gemeente Wissenkerke op Noord-Beveland, in de Nederlandse provincie Zeeland.
Op 25 februari 1817 kregen de Ambachtsheren van Geersdijk en Wissenkerke en Soelekerke en-Oud-Kampen het octrooi voor de bedijking van enkele schorren ten zuiden van het eiland. In 1818 was de bedijking een feit. De polder werd vernoemd naar het verdronken dorp Soelekerke.